# ジェリー・ドナヒュー (ギタリスト)
ジェリー・ドナヒュー（Jerry Donahue、1946年9月24日 - ）は、アメリカ合衆国のギタリスト、プロデューサーであり、主にフォザリンゲイやフェアポート・コンヴェンションのメンバーとしてブリティッシュ・フォーク・ロック・シーンでの活動や、ロックギタートリオThe Hellecastersのメンバーとしてで知られている。

## 来歴
ドナヒューは、ビッグバンドのサックス奏者であるサム・ドナヒューと女優のパトリシア・ドナヒューの息子としてニューヨーク市マンハッタンで生まれ、ロサンゼルスで育った。両親に励まされ、子供の頃からクラシックギターのレッスンを受けていたドナヒューだが、14歳のドナヒューが、シーウィッチでの公演で、アール・スクラッグスのバンジョー・テクニックを真似てビハインド・ザ・ナット・ベンドを弾いているのを目撃したのが、後にベンチャーズに加入したジェリー・マクギーだったことが最大の印象に残っている。ドナヒューはその後、マクギーからレッスンを受けた。指板でのレギュラー・ベンドに関しては、ドナヒューはエイモス・ギャレットに大きな影響を受けたと述べている。その他、彼の形成期に影響を受けたのはチェット・アトキンス、デュエイン・エディ、シャドウズ、ベンチャーズであり、後に影響を受けたのはクラレンス・ホワイト、ダニー・ガットン、アルバート・リー、トミー・エマニュエル、ロベン・フォードである。
イングランドに移った後、ドナヒューはすぐに発展途上のイギリスのフォークロックシーンのメンバーとして尊敬されるようになった。バンドメンバーとしてポエット・アンド・ザ・ワン・マン・バンドとフォザリンゲイ、フェアポート・コンヴェンションで演奏した。その後、ジョーン・アーマトレイディング、ゲリー・ラファティ、ロバート・プラント、エルトン・ジョン、ザ・プロクレイマーズ、ミック・グリーンウッド、ジョニー・アリディ、ゲイリー・ライト、クリフ・リチャード、クリス・レア、ウォーレン・ジヴォン、ボニー・レイット、ハンク・マーヴィン、ロイ・オービソン、ナンシー・グリフィス、ビーチ・ボーイズ、ヤードバーズなどのアーティストとレコーディングやツアーを行った。1990年にはウィル・レイ、ジョン・ジョルゲンソンと共にギター・トリオ「ヘルキャスターズ」を結成した。  彼らはいくつかのインストゥルメンタルアルバムをレコーディングし、1990年代と2000年代初頭に頻繁にツアーを行った。
ドナヒューは教則本のビデオテープをリリースし、最近ではサンディ・デニーの『ゴールド・ダスト』(1998年)やアニマルズの『インスティンクト』(2004年)などのソロ・プロジェクトをプロデュースし、 2008年には短命に終わったフォーク・ロック・バンド、フォザリンゲイのセカンドアルバムを完成させている。
2009年、ドナヒューはクライヴ・バンカー、リック・ケンプ、レイ・ジャクソン、ダグ・モーター、娘のクリスティーナ・ドナヒューとバンド「ギャザリング - レジェンド・オブ・フォーク・ロック」を結成した。
ジェリーは2011年2月、デルタ・ブルースの王様であるロバート・ジョンソンが1911年に誕生したことを記念した "The Songs Of Robert Johnson" のイギリスツアーのために、エレクトリック・リベレーターズのデュオ、ゴードン・ライド＆サイモン・グレゴリーに合流した。この間、ジェリー・ドナヒュー、ゴードン・ライド、サイモン・グレゴリーをフィーチャーしたエレクトリック・リベレーターズは2011年8月のアコースティック・ステージ・コルン・ブルース・フェスティバルのヘッドライナーを務め、再びロバート・ジョンソンの曲を演奏した - これは1回限りのフェスティバル出演だった。
2016年7月29日、ドナヒューは壊滅的な麻痺性脳卒中に陥った。 数週間後に発表されたレポートによると、医師は彼の家族に、おそらく二度とギターを弾くことはないだろうと語ったということである。 

## スタイルとテクニック
イギリスだけでなくアメリカにも馴染んでいるドナヒューは、音楽的にケルト音楽、ロック、ブルース、カントリーなど両国の影響を受けている。 技術的には、ドナヒューは右手ではフィンガー・ピッキングやハイブリッド・ピッキング・スタイルで演奏することが多いが、左手のテクニックが彼をギタリストの間で著名にした。
10代の頃、ギタリストのジェリー・マクギーやエイモス・ギャレットと出会って以来、ドナヒューは弦の "ベンド "に魅了され、最終的には弦の "ベンド "の技術を習得し、一度に数本の弦を曲げたり、ナットの向こう側（ヘッドストックの側）で弦を押さえて音を変えたりすることもしばしばあった。テレキャスター奏者のダニー・ガットンは彼を「惑星上の弦曲げ王」と称賛した。

## 機材
1997年頃、フェンダーは日本でェリー・ドナヒューのシグネチャー・ストラトキャスター  を作成したが、ドナヒューのスタイルとテクニックは、彼のシグネチャー・フェンダー・テレキャスター（日本製） 
やテレキャスター全般と密接に結びついている。彼のシグネチャー・ストラトキャスターはテレキャスターのサウンドをより忠実に再現するために、ブリッジ・ピックアップの下に金属板を使用するなどの改造が施されている。JDテレキャスターはクロム製のテレ・ネック・ピックアップをストラト・ピックアップに交換し、カスタム配線の5ウェイ・スイッチを追加したことが特徴的である。さらに最近（2005年）、ピーヴィーはオムニアックJDシグネチャー・ギターをリリースした。
ジェリー・ドナヒューの名前が付いた現在のギターは、ジェリーと世界的に有名なギターデザイナー、トレブ・ウィルキンソンによって設計されたフレット・キング・ブラック・ラベル・ジェリー・ドナヒュー・モデルである。イギリスのギタリスト誌では、このギターに5つ星のうち4.5つ星をつけてギタリストズ・チョイス賞を授与した。
中古音楽機器市場で今なお人気のあるのは、1979年から2004年までイギリスで生産されたジェリー・ドナヒュー・シグネチャーのアウォード＝セッション・セッションマスター・コンパクトJD10ライブ/レコーディング・プリアンプ・ペダルである。JD10は、スピーカー・エミュレーションによるクラシカルなクリーン・トーンとオーバードライブ・トーンを提供し、ライン・ドライバー/バッファーとしても機能する。

## ディスコグラフィー
ディスコグラフィーの一部のみ、詳しいリストはHellecastersのサイト とオールミュージックのジェリー・ドナヒューを参照。
- フォザリンゲイ: 『フォザリンゲイ』 (アイランド 1970年)***.
- ジョニー・アリディ: Live at the Palais des Sports (Paris, 1971年)
- フェアポート・コンヴェンション: 『ロージー』 (アイランド、1973年3月)
- フェアポート・コンヴェンション: 『ナイン』 (アイランド、1973年10月)
- フェアポート・コンヴェンション: 『ライヴ』 (アイランド、1974年10月)
- フェアポート・コンヴェンション: 『ライジング・フォー・ザ・ムーン』 (アイランド、1975年7月)
- ジェリー・ドナヒュー: Telecasting (Spindrift, 1986年)
- ジェリー・ドナヒュー: Meetings (Fun, 1988年)
- ジェリー・ドナヒュー: Neck of the Wood (Cross Three, Road Goes on... 1992)
- ジェリー・ドナヒュー: Country Tech (CPP, Warner Bros., 1992)
- ジェリー・ドナヒュー: Telecasting Recast (Pharaoh, 1999)
- フォザリンゲイ: 『フォザリンゲイ2』 (Fledg'ling, 2008)
- Arlen Roth:  Telemasters (Aquinnah Records, 2019) "Promised Land"
- Jerry Donahue & Susan Rey: Ashgrove Sessions (Susan Rey Music, 2017)
- Svenson feat. Jerry Donahue: Yeehaw „Journey into Twang„ (Zimbalam, 2016)